# 더 게임 (심리 게임)

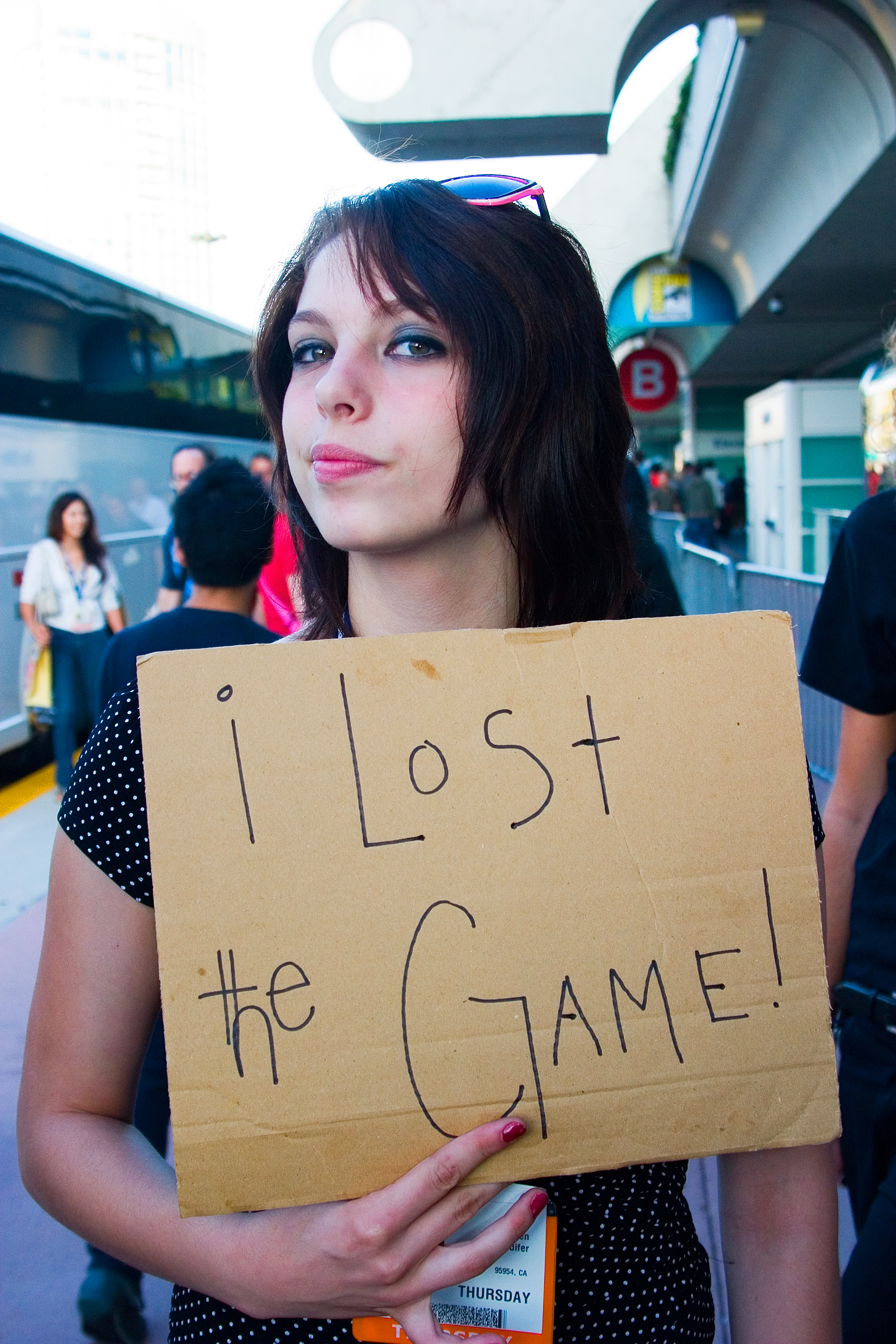

더 게임(The Game)은 게임 자체에 대해 생각하지 않는 것이 목표인 심리 게임이다. 더 게임에 대해 생각하는 것은 손실을 의미하며, 손실이 발생할 때마다 이를 발표해야 한다. 대부분의 게임 버전에서 승리하는 것은 불가능하다. 변형에 따라 전 세계 또는 게임을 알고 있는 모든 사람이 항상 게임을 하고 있다고 생각된다. 더 게임에 대해 아는 사람의 수를 늘려 손실 수를 늘리는 전술이 개발되었다.

## 기원
더 게임의 기원은 불확실하다. 가장 일반적인 가설은 더 게임이 또 다른 정신 게임인 핀칠리 센트럴(Finchley Central)에서 파생되었다는 것이다. 핀칠리 센트럴의 원래 버전에는 방송국 이름을 차례로 지정하는 것이 포함되어 있지만, 1976년에 CUSFS(Cambridge University Science Fiction Society)의 일부 회원은 제목 방송국을 가장 먼저 생각하는 사람이 패배하는 변형을 개발했다. 이 형태의 게임은 아이러니한 처리 과정을 보여준다. 특정 생각을 억제하거나 회피하려는 시도는 이러한 생각을 무작위보다 더 일반적이거나 지속되게 만든다.
이것이 어떻게 더 게임으로 단순화되었는지는 알 수 없다. 한 가지 가설은 그것이 런던 역에 익숙하지 않은 사람들 사이에서 그레이터런던 지역 밖으로 퍼지자 자기 참조 형태로 변했다는 것이다. 이 현상과 관련된 정보를 카탈로그화하는 것을 목표로 하는 웹사이트인 "LoseTheGame.net"의 제작자는 CUSFS의 전 회원 여러 명으로부터 핀칠리 센트럴 변종과 현대 게임의 유사성에 대해 논평하는 메시지를 받았다. 더 게임에 대해 처음으로 알려진 언급은 2002년의 블로그 게시물이다. 저자는 "약 6개월 전에 온라인에서 이 사실을 알게 됐다"고 말한다.
게임은 페이스북, 트위터 등 인터넷이나 입소문을 통해 가장 일반적으로 확산된다.

## 같이 보기
- 밈
- 역설